# 戴士
戴士（JY，1987年—），游戏解说。他因狼人杀游戏获得“国服第一狼王”称号。ESL亚洲SC2项目负责人，担任Go4sc2 Go4wow Go4lol联赛解说；前《魔兽争霸III：混乱之治》职业选手，曾制作《魔兽争霸III：混乱之治》、《星海爭霸II：自由之翼》、《英雄联盟》系列新手教学视频。